# Estación de tren de Kingsland, Auckland
La estación de tren de Kingsland es una estación de la línea occidental de la red ferroviaria de Auckland en Nueva Zelanda . La estación se encuentra paralela al municipio de Kingsland y se encuentra a 400 m de Eden Park, el principal estadio de rugby y cricket de Auckland, y el estadio del equipo nacional de rugby de Nueva Zelanda, los All Blacks .
La proximidad de la estación a Eden Park significa que a menudo funciona como una terminal para los asistentes al estadio, con servicios dedicados que utilizan ambas vías para trasladar a las personas dentro y fuera de Kingsland. La señalización se actualizó en 2011 para ayudar con esto.
Kingsland Station solía constar de una sola plataforma y estaba situada más al este de su ubicación actual, pero en 2004 se trasladó como parte del proyecto de doble vía de la red ferroviaria de Auckland. La plataforma de la antigua estación fue demolida, pero su refugio se mantuvo y ahora es utilizado por Glenbrook Vintage Railway .
La estación ahora utiliza una configuración de plataforma lateral para cada dirección de viaje y es accesible desde New North Road y Sandringham Road. Un puente elevado permite la transferencia entre plataformas, y un metro une la plataforma en dirección norte con el extremo de Eden Park de Sandringham Road.

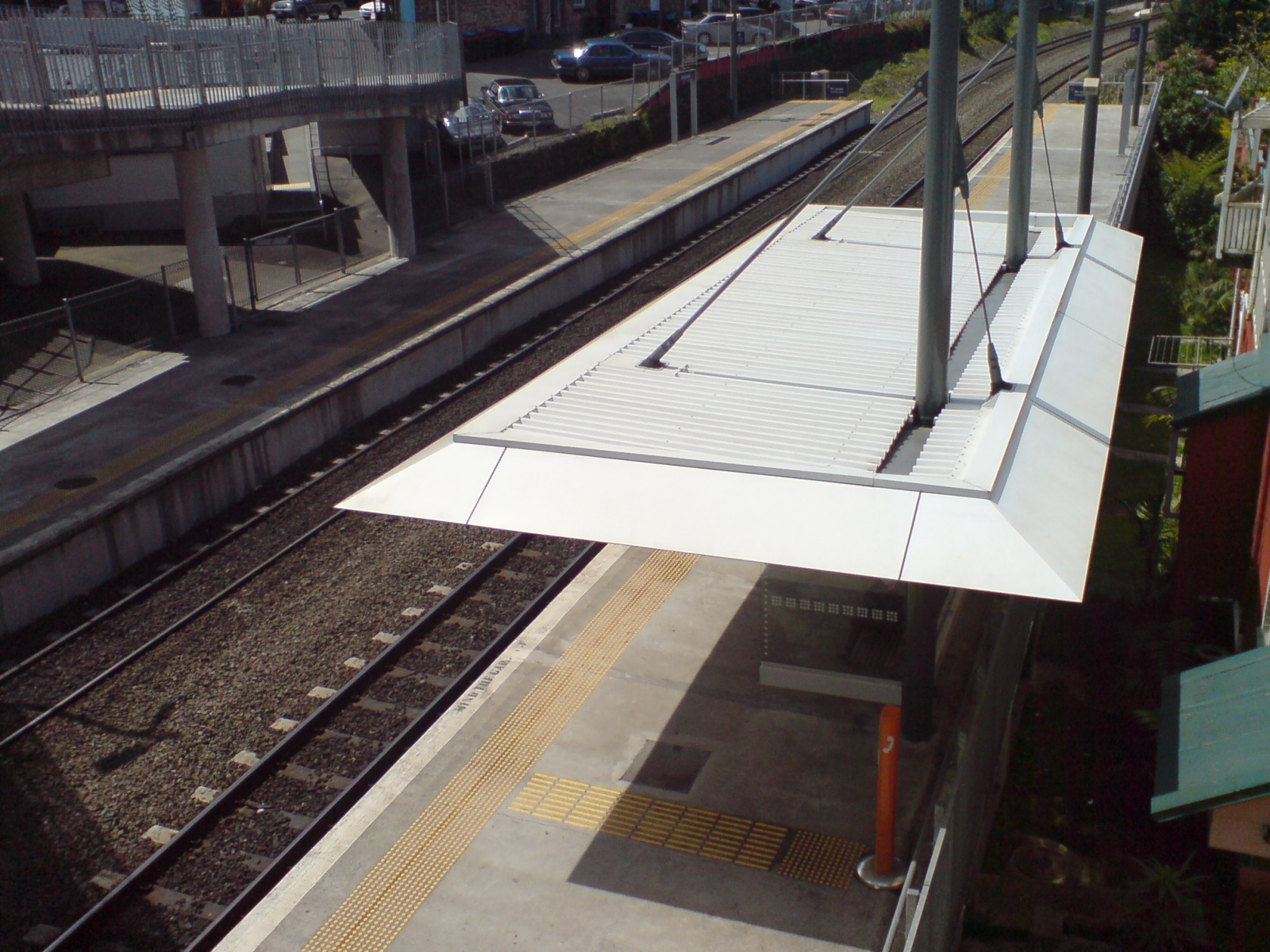
Los andenes de la pasarela mirando al este en 2008.

## Historia
- 1880: Inaugurado el 29 de marzo, con la línea North Auckland .[3][4]
- 1993: Plataforma mejorada para cumplir con los requisitos de las unidades múltiples diesel ex-Perth.[4]
- 2003: Eliminación de la antigua estación.
- 2004: Reconstruido con dos plataformas como parte del proyecto de doble vía Western Line, por $ 4 millones.[5]
- 2009-2010: Plataformas alargadas a 115 m para trenes de seis vagones, y construcción de nuevas escaleras y un paso subterráneo desde Sandringham Road hasta la plataforma en dirección norte, por $ 6 millones. Se actualizó la señalización para permitir que los trenes salieran de ambas plataformas en la misma dirección para satisfacer las necesidades de la Copa Mundial de Rugby 2011, donde se esperaba que 15.000 fanáticos utilizaran la estación en 70 minutos. Grupos de 1,000 fanáticos a la vez debían abordar trenes, saliendo cada cinco minutos.
- 2011, junio-agosto: Refugios mejorados para la Copa Mundial de Rugby, hechos con los mismos materiales que cuando se construyó The Cloud en el paseo marítimo de Auckland.[5][6][7]

## Traslados en autobús
Las rutas de autobús 20, 22N, 22R, 24B, 24R y 209 pasan cerca de la estación Kingsland en New North Road o Sandringham Road.

## En el medio
- En la película Mr. Pip, la estación de tren de Kingsland aparece como la estación de Gravesend en Inglaterra.
- La octava temporada de The Block NZ presenta la restauración y transformación de un bloque de apartamentos que anteriormente era una estación de bomberos con vista al óvalo exterior de Eden Park, y está situado cerca de la estación.